# 眞貝洋一
眞貝 洋一（しんかい よういち、1961年 - ）は、日本の生物学者。京都大学名誉教授。理化学研究所主任研究員。専門はヒストンメチル化による細胞記憶メカニズム研究。

## 人物・経歴
1961年神奈川県生まれ。1984年山形大学理学部生物学科卒業。1986年筑波大学大学院医科学研究科修士課程修了、医科学修士。1989年日本学術振興会特別研究員。1990年順天堂大学大学院医学研究科博士課程修了、医学博士、コロンビア大学医学部博士研究員。1991年ハーバード大学医学部博士研究員。1995年日本ロシュ研究所主任/主幹研究員。1998年京都大学ウイルス研究所助教授。2003年京都大学ウイルス研究所教授。2011年理化学研究所基幹研究所招聘主任研究員。2012年理化学研究所基幹研究所主任研究員。2013年理化学研究所開拓研究本部眞貝細胞記憶研究室主任研究員。2017年京都大学名誉教授。

## 著作
- 『遺伝子改変マウスを用いた卵管特異糖蛋白質の生殖生物学的生理活性の解明』京都大学 1999年
- 『狂牛病感染しない牛作製のためのプリオン遺伝子欠損牛体細胞株の樹立』京都大学 2002年
- 『生殖細胞の発生・エピジェネティクスと再プログラム化』（佐々木裕之、仲野徹、中辻憲夫他編、共著）共立出版 2008年
- 『転写制御とエピジェネティクス：ゲノムデコードに向けて』（加藤茂明編、共著）南山堂 2008年
- 『エピジェネティクスキーワード事典：イラストで徹底理解する：分子機構から疾患・解析技術まで』（牛島俊和と共編）羊土社 2013年
- 『エピジェネティクス実験スタンダード：もう悩まない!ゲノム機能制御の読み解き方』（牛島俊和、塩見春彦と共編）羊土社 2017年